# Aéroport international de Cancún
Pour les articles homonymes, voir CUN.
L’aéroport international de Cancún (code IATA : CUN • code OACI : MMUN • code DGAC M. : CUN), en espagnol : Aeropuerto Internacional de Cancún, est l'aéroport desservant la ville de Cancún, dans l'État du Quintana Roo, dans la péninsule du Yucatán, au Mexique.
C'est le second aéroport mexicain après l'aéroport Benito Juárez de Mexico, mais le premier en trafic de passagers. En 2013, l'aéroport de Cancún a accueilli près de 16 millions de passagers, soit une hausse de plus de 10 % par rapport à 2012. Des extensions ont notamment été annoncées récemment[Quand ?].

## Situation
| \| 500 km1:6 468 000 \| Acapulco Aguascalientes Huatulco Campeche Cancún Chetumal Chihuahua Ciudad · del Carmen Ciudad Juárez Ciudad · Obregón Ciudad · Victoria Colima Cozumel Culiacán Guanajuato Durango Guadalajara Hermosillo Ixtapa · Zihuatanejo La Paz San José · del Cabo Los Mochis Matamoros Mazatlán Mérida Mexicali Mexico B.J. Mexico F.A. Minatitlán Monterrey Morelia Nuevo · Laredo Oaxaca Playa · de Oro Puebla Puerto · Escondido Puerto · Vallarta Querétaro Reynosa San Luis · Potosí Tampico Tapachula Tepic Tijuana Tulum Toluca Torreón Tuxtla Gutiérrez Uruapan Veracruz Villahermosa Zacatecas |
| 500 km1:6 468 000 |

## Statistiques
Le graphique qui aurait dû être présenté ici ne peut pas être affiché car il utilise l'ancienne extension Graph, désactivée pour des questions de sécurité. Des indications pour créer un nouveau graphique avec la nouvelle extension Chart sont disponibles ici.

Voir la requête brute et les sources sur Wikidata.

### Zoom sur l'impact du COVID-19 sur la période 2019 - 2020
Le graphique qui aurait dû être présenté ici ne peut pas être affiché car il utilise l'ancienne extension Graph, désactivée pour des questions de sécurité. Des indications pour créer un nouveau graphique avec la nouvelle extension Chart sont disponibles ici.

Voir la requête brute et les sources sur Wikidata.

## Compagnies et destinations
| Compagnies            | Destinations |
| --------------------- | --- |
| Aerolíneas Argentinas | Buenos Aires-Ezeiza |
| Aeroméxico            | Mexico-B. Juárez, Mexico-F. Ángeles |
| Air Canada            | Toronto (Pearson), Vancouver En saison : Edmonton, Montréal (P.-E.-Trudeau), Winnipeg (J. A. Richardson) |
| Air Canada Rouge      | Montréal (P.-E.-Trudeau) En saison : Halifax (Stanfield), Ottawa (Macdonald-Cartier) |
| Air Caraïbes          | Paris-Orly |
| Air Europa            | Madrid-Barajas |
| Air France            | Paris-Charles de Gaulle |
| Air Transat           | Montréal (P.-E.-Trudeau), Québec (Jean-Lesage), Toronto (Pearson) En saison : Halifax (Stanfield), Hamilton, London (Ontario), Moncton (Roméo-LeBlanc), Ottawa (Macdonald-Cartier) |
| Alaska Airlines       | En saison : Los Angeles, Portland, San Diego, San Francisco, Seattle-Tacoma |
| American Airlines     | Austin-Bergstrom, Charlotte-Douglas, Chicago-O'Hare, Dallas-Fort Worth, Los Angeles, Miami, New York-John F. Kennedy, Philadelphie, Phoenix-Sky Harbor En saison : Boston Logan, Cincinnati-Northern Kentucky, John Glenn Columbus, Indianapolis, Kansas City, Nashville, Pittsburgh, Raleigh-Durham, Lambert-Saint Louis |
| Arajet                | Saint-Domingue Las Américas |
| Austrian Airlines     | En saison : Vienne-Schwechat |
| Avianca               | Bogota-El Dorado, Medellín-J. M. Córdova |
| Avianca Costa Rica    | San José-J. Santamaría |
| Avianca El Salvador   | Guatemala-La Aurora, San Salvador-M. O. A. Romero y Galdámez |
| British Airways       | Londres-Gatwick |
| Canada Jetlines       | Toronto (Pearson) |
| Condor                | Francfort |
| Conviasa              | Caracas-Maiquetía |
| Copa Airlines         | Panama-Tocumen |
| Delta Air Lines       | Atlanta H.-Jackson, Boston Logan, Détroit, Los Angeles, Minneapolis-Saint-Paul, New York-John F. Kennedy, Salt Lake City, Seattle-Tacoma En saison : Cincinnati-Northern Kentucky, Raleigh-Durham |
| Discover Airlines     | En saison : Francfort |
| Edelweiss Air         | Zurich |
| Flair Airlines        | Waterloo (en), Toronto (Pearson) En saison : Calgary, Edmonton, London (Ontario), Montréal (P.-E.-Trudeau), Ottawa (Macdonald-Cartier), Vancouver, Windsor, Winnipeg (J. A. Richardson) |
| Frontier Airlines     | Atlanta H.-Jackson, Baltimore-T. Marshall, Chicago-O'Hare, Cincinnati-Northern Kentucky, Cleveland-Hopkins, Denver, Orlando, Philadelphie, Lambert-Saint Louis, San Juan - Luis-Muñoz-Marín En saison : Chicago-Midway, Dallas-Fort Worth, Détroit, Houston-George Bush, Kansas City, Miami, Minneapolis-Saint-Paul, Tampa |
| Iberojet              | Madrid-Barajas En saison : Barcelone-El Prat, Lisbonne-H. Delgado |
| JetBlue               | Boston Logan, Fort Lauderdale-Hollywood, Newark-Liberty, New York-John F. Kennedy, Orlando, Raleigh-Durham, San Juan - Luis-Muñoz-Marín , Tampa En saison : Las Vegas-Harry-Reid, San Francisco |
| KLM                   | En saison : Amsterdam |
| LATAM Brasil          | São Paulo/Guarulhos |
| LATAM Chile           | Santiago du Chili-A.-M.-Benítez |
| LATAM Perú            | Lima-J. Chávez |
| LOT Polish Airlines   | Charter : Katowice-Pyrzowice, Poznań (Posnanie)-H. Wieniawski En saison Charter : Varsovie-Chopin |
| Lufthansa             | Francfort |
| Magnicharters         | Guadalajara-M. Hidalgo y Costilla, León-Guanajuato (Bajio), Mexico-B. Juárez, Monterrey-M. Escobedo En saison Charter : Aguascalientes, Chihuahua-R. Fierro V, Mérida C. Rejón, Nuevo Laredo-Quetzalcóatl, Puebla, Querétaro, San Luis Potosí |
| Neos                  | Milan-Malpensa, Rome Léonard-de-Vinci/Fiumicino, Vérone - Villafranca |
| Sky Airline Peru      | Lima-J. Chávez |
| Southwest Airlines    | - Atlanta H.-Jackson, - Baltimore-T. Marshall, - Chicago-Midway, - Chicago-O'Hare, - Denver, - Houston-W. P. Hobby, - Indianapolis, - Kansas City, - La Nouvelle-Orléans-L. Armstrong, - Orlando , - Phoenix-Sky Harbor, - Lambert-Saint Louis En saison : - Austin-Bergstrom, - John Glenn Columbus, - Milwaukee-General Mitchell, - Nashville, - Pittsburgh, - San Antonio |
| Spirit Airlines       | Austin-Bergstrom, Baltimore-T. Marshall, Chicago-O'Hare, Cleveland-Hopkins, Dallas-Fort Worth, Détroit, Fort Lauderdale-Hollywood, Houston-George Bush, Milwaukee-General Mitchell, La Nouvelle-Orléans-L. Armstrong, Orlando, Philadelphie, Pittsburgh, Lambert-Saint Louis En saison : Atlantic City |
| Sun Country Airlines  | Minneapolis-Saint-Paul En saison : Austin-Bergstrom, Dallas-Fort Worth, Harlingen-Valley International (en), Houston-George Bush, Milwaukee-General Mitchell, San Antonio |
| TAP Air Portugal      | En saison : Lisbonne-H. Delgado |
| Tropic Air            | Belize City-P. S. W. Goldson |
| TUI Airways           | Birmingham, Londres-Gatwick, Manchester En saison : Dublin, Édimbourg, Glasgow, Newcastle En saison Charter : Copenhague-Kastrup, Göteborg, Helsinki-Vantaa, Stockholm-Arlanda, Oslo-Gardermoen |
| TUI fly Belgium       | Bruxelles-National |
| TUI fly Netherlands   | Amsterdam |
| Turkish Airlines      | Istanbul |
| United Airlines       | Chicago-O'Hare, Cleveland-Hopkins, Denver, Houston-George Bush, Los Angeles, Newark-Liberty, San Francisco, Washington-Dulles |
| Viva Aerobus          | - Acapulco-J. N. Álvarez, - Bogota-El Dorado, - Camagüey-I. Agramonte, - Chihuahua-R. Fierro V, - Ciudad Juárez-A. González, - Guadalajara-M. Hidalgo y Costilla, - La Havane-José Martí, - Holguín-F. País, - León-Guanajuato (Bajio), - Mexico-B. Juárez, - Mexico-F. Ángeles, - Monterrey-M. Escobedo, - Puebla, - Querétaro, - Reynosa-L. Blanco, - Santa Clara-A. Santamaría, - Tampico-F. J. Mina, - Tijuana-A. L. Rodríguez, - Toluca, - Torreón, - Tuxtla Gutiérrez, - Veracruz-H. Jara, - Villahermosa-C. Rovirosa En saison :Cincinnati-Northern Kentucky |
| Volaris               | - Aguascalientes, - Ciudad Juárez-A. González, - Guadalajara-M. Hidalgo y Costilla, - Guatemala-La Aurora, - Hermosillo, - León-Guanajuato (Bajio), - Miller (en) , - Mexico-B. Juárez, - Mexico-F. Ángeles, - Monterrey-M. Escobedo, - Morelia, - Oaxaca-Xoxocotlán, - Puebla, - Querétaro, - San José-J. Santamaría, - San Luis Potosí, - Tijuana-A. L. Rodríguez, - Toluca, - Tuxtla Gutiérrez |
| Volaris Costa Rica    | San José-J. Santamaría |
| Volaris El Salvador   | San Salvador-M. O. A. Romero y Galdámez |
| Wamos Air             | Madrid-Barajas |
| WestJet               | Calgary, Edmonton, Toronto (Pearson), Vancouver En saison : Halifax (Stanfield), Hamilton, Kelowna, Régina, Saskatoon, Victoria (International), Winnipeg (J. A. Richardson) |
| Wingo                 | Bogota-El Dorado, Medellín-J. M. Córdova |
| World2Fly             | Madrid-Barajas Charter : Lisbonne-H. Delgado |

Édité le 10 mai 2024.